# Vida d'Apol·loni de Tíana

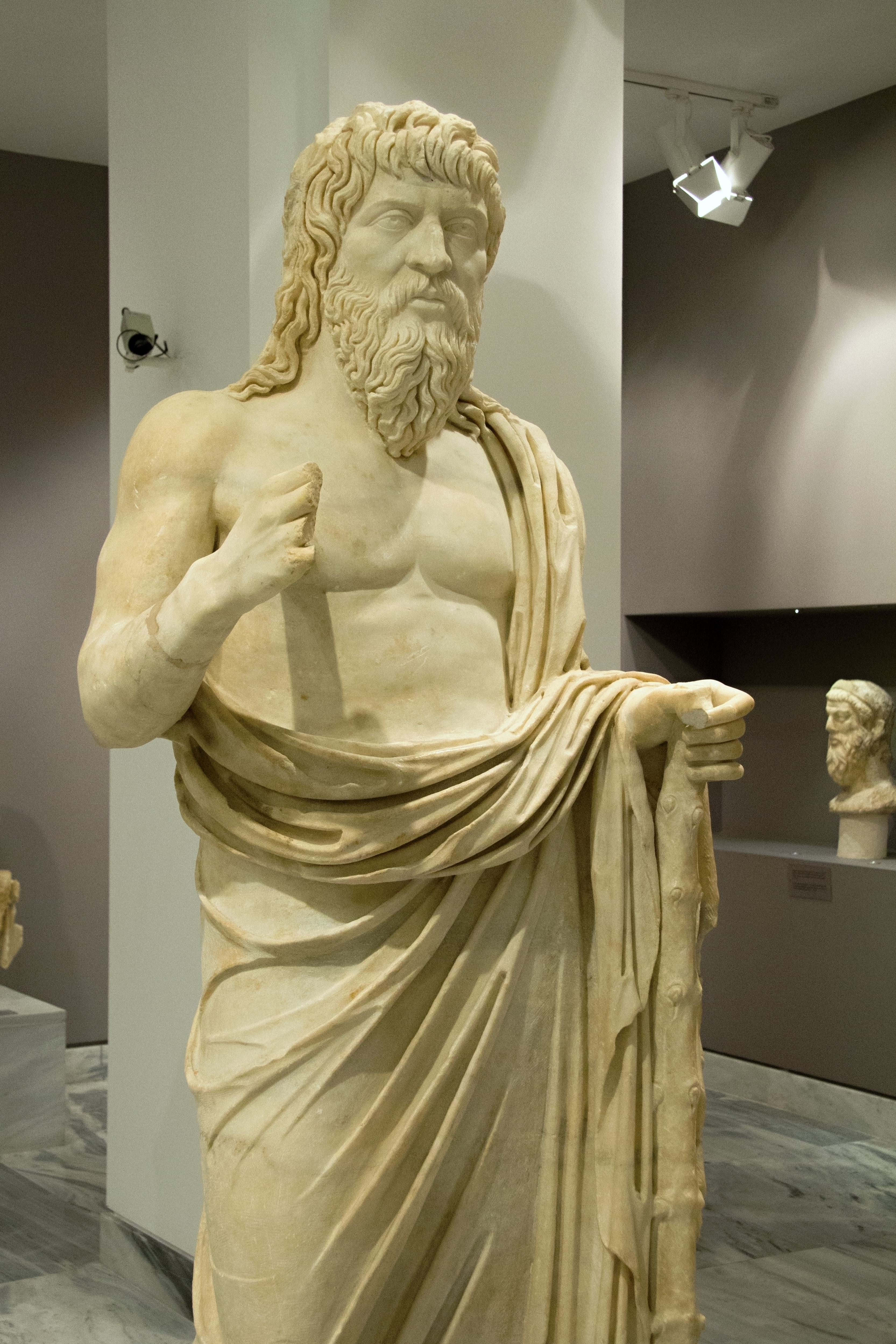
Un filòsof vagabund, probablement Apol·loni de Tíana, que visqué una part de la seua vida a Creta i hi va morir. Trobat a Gortina (segle II tardà), ara en el Museu Arqueològic d'Heraklió, Creta

La Vida d'Apol·loni de Tíana és un text en vuit llibres escrit en grec per Filòstrat d'Atenes (c. 170 – c. 245). Narra la història d'Apol·loni de Tíana (c. 3 abans de la nostra era – c. 97), un filòsof pitagòric i mestre.

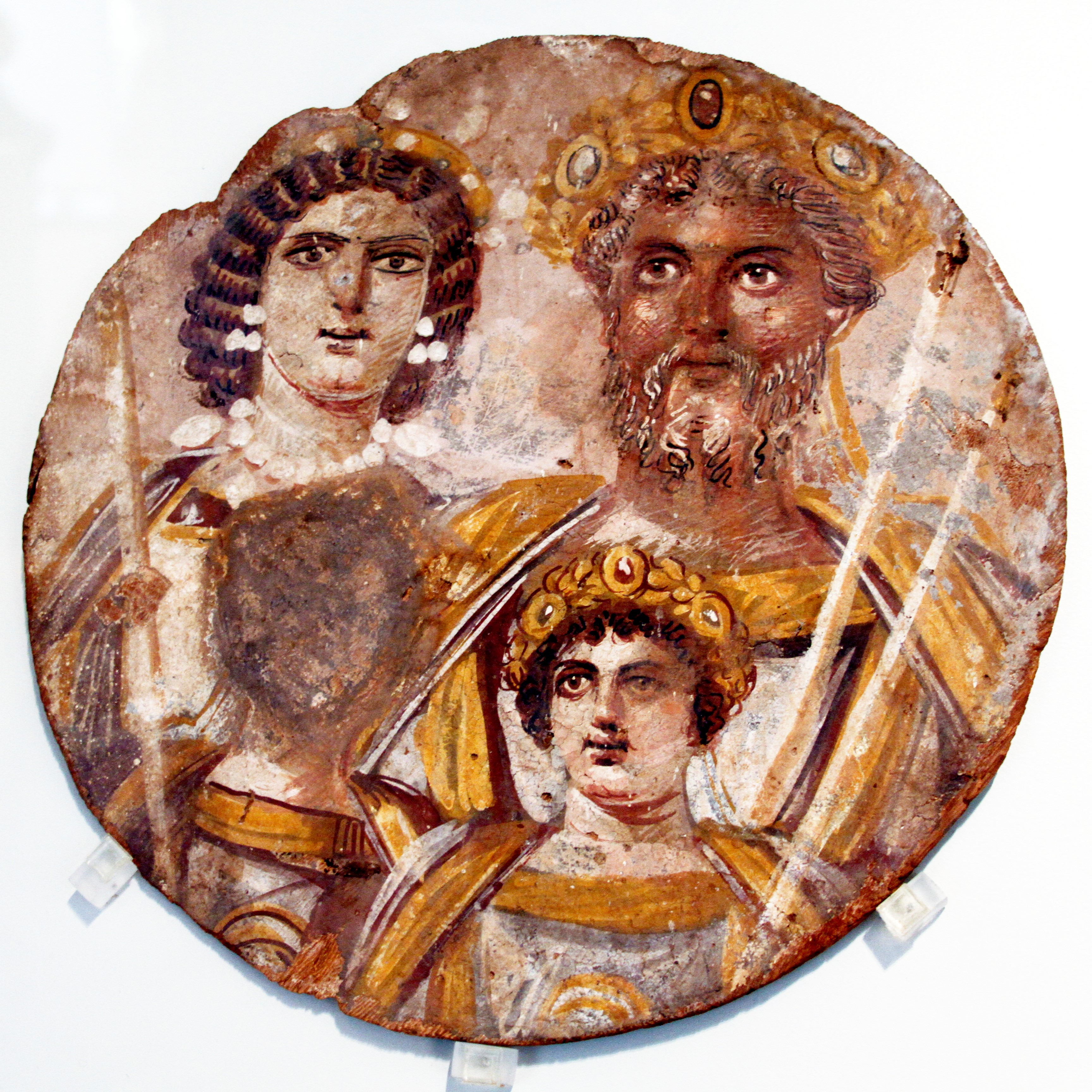
La família imperial: Júlia Domna, Septimi Sever, els seus fills Caracal·la i Geta (esborrat després del seu assassinat). Pintura del Tondo Severià realitzada a Egipte al voltant del 201, Museu de Berlín

## Gènesi i naturalesa de l'obra
Filòstrat degué compondre aquesta Vida entre el 217, any de la mort de l'emperadriu Júlia Domna, que segurament li havia encarregat l'obra, i la seua pròpia mort, al voltant del 245.
La Vida d'Apol·loni de Tíana és presentada pel seu autor com una veritable biografia dedicada al filòsof Apol·loni: Filòstrat hi diu haver fet un treball d'historiador i cita les seues fonts al començament de l'obra. Molts episodis, però, d'una naturalesa fantàstica o fins i tot meravellosa, semblen clarament invents. A més a més, els processos narratius emprats i les vicissituds d'Apol·loni són una reminiscència de les novel·les gregues com les d'Aquil·les Taci o Heliodor d'Èmesa. Per tant, és possible que Filòstrat fes ficció conscientment, tot escenificant el text com una veritable biografia, com era comú de fer al començament de la ficció en l'antiguitat. Per tot açò, hui es considera que la Vida de Apol·loni de Tíana conté una gran part de ficció. Pierre Grimal inclou aquest text en la seua edició de novel·les gregues i llatines de la Biblioteca de la Pléiade.

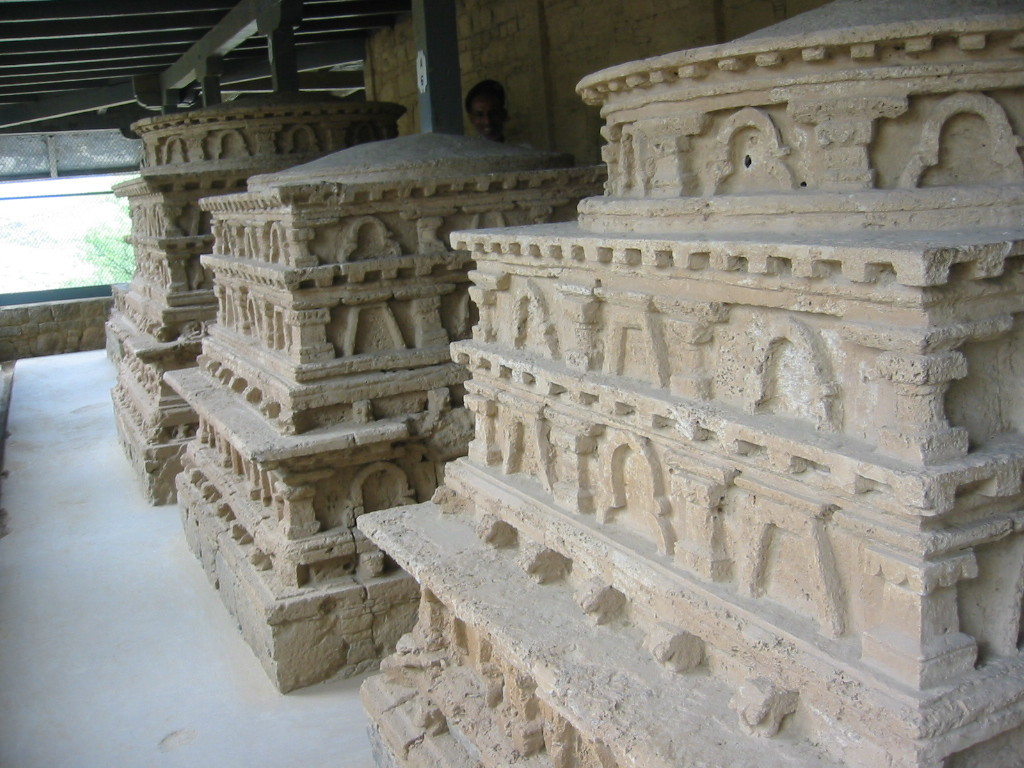
Taxila, Pakistan, ruïnes de la ciutat visitada per Apol·loni

Si la Vida d'Apol·loni és més a prop de la novel·la, per la naturalesa fictícia de moltes de les seues vicissituds i processos narratius, no és, però, una novel·la grega pròpiament dita, perquè no té per subjecte una intriga d'amor, sinó la vida ascètica d'un filòsof presentat com un "home diví" (<i>theios aner</i>) i faedor de miracles. És una hagiografia pagana que lloa Apol·loni, una història de viatges pels episodis que narra, i una novel·la grega pels processos (una possible ficció estructurada com una història real) i el sabor exòtic que testimonia. La Vida d'Apol·loni de Tíana és una de les fonts més importants sobre el caràcter d'Apol·loni i un valuós document sobre la religiositat antiga en els primers segles de la nostra era.

## Estructura
La Vida d'Apol·loni de Tíana es divideix en vuit llibres. L'edició de Chassang del 1862 els dona aquests títols:
1. Llibre I: Joventut d'Apol·loni. Estada a Babilònia a casa del rei Vardanes I de Pàrtia.
2. Llibre II: Viatge a l'Índia. Estada a l'Índia a casa del rei Phraotes.
3. Llibre III: Viatge a l'Índia: bramans i el seu líder Iarchas.
4. Llibre IV: Apol·loni a Jònia, Grècia i Roma. Neró persegueix els filòsofs.
5. Llibre V: Apol·loni a la península Ibèrica. Retorn a Grècia. Viatge a Egipte. Relacions amb Vespasià.
6. Llibre VI: Viatge a Etiòpia. Els gimnosofistes. Relacions amb Tit. Final dels viatges d'Apol·loni.
7. Llibre VII: Apol·loni, perseguit per Domicià.
8. Llibre VIII: Apol·loni a la cort de Domicià. Nous viatges. Desapareix sota Nerva.

## Contingut

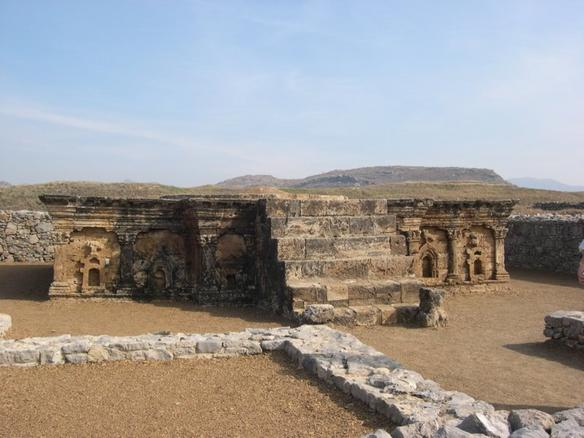
Base d'una stupa de Sirkap, decorada amb fronts de temples hindú, budista i grec

El llibre descriu els viatges d'Apol·loni a Itàlia, península Ibèrica, Núbia, Mesopotàmia i l'Índia. Alguns estudiosos ho veuen una ficció, i pensen que Apol·loni no degué mai de visitar cap d'aquests països, sinó que va viure sempre a l'est de l'Imperi romà.
Segons Filòstrat, la seua obra es basa en moltes fonts:
- Un llibre sobre la joventut d'Apol·loni, escrit per Màxim de Tir.
- Unes memòries escrites per un deixeble d'Apol·loni, Damis.
- La Memorabilia d'Apol·loni de Tíana, mag i filòsof, escrita per Meragenes, malgrat que Filòstrat considera que la font és poc fiable.
- El seu coneixement de ciutats com Efes, Tíana, Tir i Antioquia.

El viatge cap a l'est d'Apol·loni es descriu en el Llibre I. Apol·loni rep del rei part Vardanes un salconduit per al governant part Phraotes, de l'Índia:
I amb això, els mostrà una carta, escrita a aquest efecte, i això els donà l'oportunitat de meravellar-se davant la humanitat i la previsió de Vardanes. Perquè dirigia aquesta carta al sàtrapa de l'Indus, tot i que no estava subjecte al seu domini; i li hi recordava el bon servei que li havia prestat, i declarà que no demanaria cap recompensa per això, "perquè", deia, "no és el meu costum demanar devolució de favors". Digué, però, que estaria molt agraït si podia donar la benvinguda a Apol·loni i enviar-lo on volgués anar. I li havia donat or al guia, de manera que, en cas que trobàs Apol·loni en la necessitat d'usar-lo, li'l donàs i el salvàs de cercar la generositat de qualsevol altra persona.
- Llibre II: 17
La descripció de la visita d'Apol·loni a l'Índia es troba en el Llibre II, i en concret la visita a la ciutat de Tàxila, descrita des del capítol 20 al 24. Descriu construccions de tipus grec a Tàxila, segurament referint-se a Sirkap:
Tàxila, ens diuen, és quasi tan gran com Nínive, i fou fortificada prou bé a la manera de les ciutats gregues. Ja he descrit la manera com la ciutat està emmurallada, però diuen que es la dividiren en carrers estrets de la mateixa manera irregular que Atenes, i que les cases es construïren de tal manera que si les mires des de fora tenen una sola planta, mentre que si te'n ficaves en una, immediatament trobaves cambres subterrànies que s'estenien tan a baix del nivell de la terra com les cambres de dalt.
- Llibre II: 23
Explica que el rei indopart de Tàxila, anomenat Phraotes, parla grec amb fluïdesa, un idioma en què havia estat educat en l'exili a l'est, més enllà del riu Beas:
Digues-me, oh, rei, com adquirires aquest domini de l'idioma grec i d'on vas traure tots els teus assoliments filosòfics en aquest indret.
- Llibre II: 29
Mon pare, després d'una educació grega, em va dur als savis a una edat una mica primerenca potser, perquè jo només tenia dotze anys llavors, però ells em van criar com al seu propi fill; com per a qualsevol que admeta conéixer la llengua grega i que els agrada especialment, perquè consideren que en virtut de la semblança de la seua disposició ja els pertany.
- Llibre II: 31

## Edicions
- Philostratus: The Life of Apollonius of Tyana, trans. F.C. Conybeare, vol. 1 (Books I-IV) and 2 (Books V-VIII), Harvard University Press, Cambridge (Mass.) 1911 (Loeb Classical Library no. 16 and no. 17), ISBN 0-674-99018-8 and ISBN 0-674-99018-8  (Greek text and English translation)
- Philostratus: The Life of Apollonius of Tyana, ed. Christopher P. Jones, vol. 1 (Books I-IV) and 2 (Books V-VIII), Harvard University Press, Cambridge (Mass.) 2005 (Loeb Classical Library no. 16 and no. 17), ISBN 0-674-99613-5 and ISBN 0-674-99613-5  (Greek text and English translation)